# Jeremiah V. Cockrell

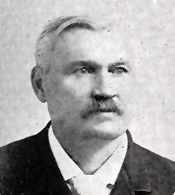
Jeremiah V. Cockrell

Jeremiah Vardaman Cockrell (* 7. Mai 1832 bei Warrensburg, Missouri; † 18. März 1915 in Abilene, Texas) war ein US-amerikanischer Politiker. Zwischen 1893 und 1897 vertrat er den Bundesstaat Texas im US-Repräsentantenhaus.

## Werdegang
Jeremiah Cockrell war der Bruder von US-Senator Francis Cockrell (1834–1915). Er besuchte die öffentlichen Schulen seiner Heimat sowie das Chapel Hill College. Während des Goldrauschs ging er im Jahr 1849 nach Kalifornien. Im Jahr 1853 kehrte er nach Missouri zurück, wo er sich in der Landwirtschaft betätigte. Nach einem Jurastudium und seiner Zulassung als Rechtsanwalt begann er in diesem Beruf zu arbeiten. Während des Bürgerkrieges diente Cockrell im Heer der Konföderation, in dem er bis zum Oberst aufstieg. Nach dem Krieg ließ er sich in Sherman nieder, wo er als Anwalt praktizierte. Im Jahr 1872 wurde er im Grayson County Bezirksrichter. Gleichzeitig schlug er als Mitglied der Demokratischen Partei eine politische Laufbahn ein. In den Jahren 1878 und 1880 war er Delegierter auf den regionalen demokratischen Parteitagen in Texas. Danach zog er in das Jones County. Zwischen 1885 und 1893 fungierte er als Richter im 39. Gerichtsbezirk seines Staates.
Bei den Kongresswahlen des Jahres 1892 wurde Cockrell im damals neu eingerichteten 13. Wahlbezirk von Texas in das US-Repräsentantenhaus in Washington, D.C. gewählt, wo er am 4. März 1893 sein neues Mandat antrat. Nach einer Wiederwahl konnte er bis zum 3. März 1897 zwei Legislaturperioden im Kongress absolvieren. Im Jahr 1896 verzichtete er auf eine weitere Kandidatur. Nach dem Ende seiner Zeit im US-Repräsentantenhaus arbeitete Jeremiah Cockrell im Jones County als Farmer und Viehzüchter. Er starb am 18. März 1915 in Abilene. Mit seiner Frau Maranda Douglas hatte er fünf Kinder.